# Le Voyage dans le passé
Le Voyage dans le passé (Reise in die Vergangenheit) est une nouvelle de Stefan Zweig parue pour la première fois sous forme fragmentaire en 1929. La version complète est retrouvée plusieurs dizaines d'années plus tard et éditée en 1976. La première traduction française est due à Baptiste Touverey (Grasset, 2008).

## Résumé
Neuf ans après s'être vus pour la dernière fois, un homme et une femme qui se sont aimés se retrouvent.
Louis est un jeune homme pauvre mais animé d'une violente volonté de s'extraire de sa condition. Il parvient à gagner la confiance du Conseiller G., directeur d'usine qui fait de lui son secrétaire particulier et l'invite à demeurer dans sa demeure bourgeoise. Là il rencontre la femme du conseiller : eux que tout sépare se sentent irrésistiblement attirés l'un vers l'autre. Le Conseiller offre cependant à son jeune protégé de partir pour le Mexique afin d'y diriger une importante affaire, le jeune homme y voit le moyen de réaliser ses ambitions. Quelques jours avant son départ, l'un et l'autre réalisent combien ils s'aiment : elle lui promet alors de lui appartenir à son retour.
Par delà l'océan, Louis s'acharne à travailler pour effacer le manque. Il compte les jours avant son retour quand survient la première Guerre mondiale. Leur séparation qui ne devait durer que deux ans se prolonge plusieurs années.
Avec le temps, la résignation vient, Louis se marie. Mais quand la guerre se termine enfin et qu'il doit revenir en Allemagne pour affaires, il songe à elle et ne peut s'empêcher de la joindre, de lui rendre visite. Le Conseiller est mort depuis longtemps. Plus aucun obstacle n'existe à leur amour, mais à mesure que les heures passent et malgré leurs efforts, ils ne parviennent pas à faire revivre leurs sentiments. Elle se sait devenue vieille, lui réclame qu'elle tienne sa promesse avant de prendre bientôt conscience que le temps a effectivement rendu vaine toute tentative pour renouer le fil de leur amour.

## Adaptation cinématographique
- Une promesse, film franco-belge réalisé par Patrice Leconte, 2013